# Wágner Lopes
Pour les articles homonymes, voir Lopes.
Wágner Augusto Lopes (呂比須 ワグナー, Ropesu Wagunā) est un footballeur brésilien naturalisé japonais, né le 29 janvier 1969 à São Paulo reconverti entraineur.

## Biographie
En tant qu'attaquant, Wagner Lopes est international japonais à 20 reprises (1997-1999) pour 5 buts.
Il participe à la Coupe du monde de football de 1998, en France. Il est remplaçant dans tous les matchs (Argentine, Croatie et Jamaïque), mais le Japon est éliminé au premier tour.
Il participe aussi à la Copa América 1999. Invité par la CONMEBOL, le Japon affronte le Pérou, le Paraguay et la Bolivie. Il inscrit deux buts : un contre le Pérou à la 6e minute et un contre la Bolivie à la 75e minute sur penalty. Le Japon est éliminé au premier tour.
Formé au São Paulo FC, il joue dans différents clubs japonais (Yokohama F·Marinos, Kashiwa Reysol, Honda FC, Shonan Bellmare, Nagoya Grampus, FC Tokyo et Avispa Fukuoka), remportant deux J-League, trois coupes de l'Empereur et une J-League 2. Il est finaliste avec de la Ligue des champions de l'AFC en 1990, battu en finale par le club chinois de Liaoning Yuandong. 
Il est en 2007-2008 entraîneur-adjoint du club brésilien du Paulista Futebol Clube.

## Palmarès
- Championnat du Japon de football
  - Champion en 1989 et en 1990
- Coupe du Japon de football
  - Vainqueur en 1988, en 1989 et en 1999
  - Finaliste en 1990
- Championnat du Japon de football D2
  - Champion en 1996
- Supercoupe du Japon
  - Finaliste en 2000
- Ligue des champions de l'AFC
  - Finaliste en 1990